# لقد هبط النسر (رواية)
لقد هبط النسر هي رواية من تأليف الكاتب البريطاني هنري باترسون المعروف باسمه المستعار جاك هيغينز، تدور أحداثه خلال الحرب العالمية الثانية ونُشر لأول مرة في عام 1975.  تم تحويلها بسرعة إلى فيلم بريطاني يحمل نفس الاسم، وتم إصداره في عام 1976.

## حبكة
يستخدم الكتاب تقنية الوثائق المزيفة، ويبدأ مع وصف اكتشاف هيغينز لقبر مخفي لثلاثة عشر مظليًا ألمانيًا في مقبرة إنجليزية. تناقش شخصيات الرواية عملية الإنقاذ التاريخية لحليف هتلر بينيتو موسوليني في سبتمبر 1943. وبعد عزل موسوليني وسجنه من قبل الحكومة الإيطالية، قاد أوتو سكورزيني فريقًا ألمانيًا حيث استطاع تحقيق إطلاق سراحه وهروبه من إيطاليا.